# Jan Gołębiowski
Jan Gołębiowski (ur. 10 czerwca 1976) – polski psycholog kryminalny, biegły sądowy, wykładowca Szkoły Wyższej Psychologii Społecznej, autor licznych publikacji na temat profilowania nieznanych sprawców przestępstw. Jest autorem pierwszej w Polsce monografii na temat profilowania kryminalnego – „Profilowanie kryminalne. Wprowadzenie do sporządzania charakterystyki psychofizycznej nieznanych sprawców przestępstw” (wyd. Logos, 2008, wyd. II Centrum Psychologii Kryminalnej, 2017).   
Był członkiem Polskiego Stowarzyszenia Studentów i Absolwentów Psychologii, Polskiego Towarzystwa Psychologicznego oraz Stowarzyszenia Psychologów Sądowych w Polsce, a także Polskiego Towarzystwa Psychologii Klinicznej.
W 2010 założył Centrum Psychologii Kryminalnej. 

## Życiorys

### Kariera
Uzyskał tytuł magistra psychologii w Szkole Wyższej Psychologii Społecznej w Warszawie w 2001. Ukończył studium podyplomowe dla biegłych sądowych pod opieką Jana Stanika na Uniwersytecie Śląskim oraz wziął udział w szkoleniu dotyczącym opiniowania na potrzeby procesowe organizowanym przez Stowarzyszenie Psychologów Sądowych. Wiedzę w zakresie profilowania nieznanych sprawców przestępstw zdobywał między innymi pod kierunkiem Brenta Turveya (Forensic Criminology Institute). W latach 2005–2008 pracował jako psycholog policyjny w Komendzie Stołecznej, jest wpisany na listę biegłych w Sądzie Okręgowym w Warszawie. W latach 2012–2016 pracował na oddziale psychiatrii sądowej w Mazowieckim Specjalistycznym Centrum Zdrowia w Pruszkowie. Od 2004 prowadzi zajęcia dla studentów Uniwersytetu Humanistycznospołecznego SWPS. Od 2010 prowadzi własną działalność szkoleniową w ramach Centrum Psychologii Kryminalnej, którego jest właścicielem.
Występował jako ekspert w seriach dokumentalnych „Syndykat Zbrodni” i „Polskie Prywatne Zbrodnie”. Pod koniec 2018 roku wystąpił w roli gospodarza sześcioodcinkowego programu realizowanego przez Wirtualną Polskę „Akta Zbrodni”. W czerwcu 2019 został głównym bohaterem pierwszego polskiego serialu dokumentalnego przedstawiającego pracę profilera pt. „Zawód: Profiler”, wyprodukowanego przez telewizję CBS Reality Polska.   

### Profilowanie
Jan Gołębiowski jest polskim specjalistą – w ocenie reportera naTemat.pl, czołowym – w zakresie profilowania nieznanych sprawców przestępstw. Prowadzi działalność popularyzatorską i szkoleniową z zakresu profilowania, jest zapraszany przez media do komentowania wydarzeń związanych z popełnianiem przestępstw. W czasie swojej pracy w policji wraz z Dariuszem Piotrowiczem wykonał kilkadziesiąt profili nieznanych sprawców przestępstw. Od momentu opuszczenia policji profiluje głównie na potrzeby sądów i prokuratur występując w roli biegłego sądowego. Pracuje jako konsultant, prowadzi szkolenia dla sektora organów ścigania, wymiaru sprawiedliwości oraz sektora bezpieczeństwa. 

## Książki:
Jan Gołębiowski jest również autorem książek: 
- "Profilowanie kryminalne. Wprowadzenie do sporządzania charakterystyki psychofizycznej nieznanych sprawców przestępstw", 2008;
- "Seryjni mordercy", 2020;
- "Umysł przestępcy. Tajniki kryminalnego profilowania psychologicznego", 2021;
- "Profiler", 2023;
- "Urodzeni mordercy? Nieznane kulisy pracy profilera. Kto zabija i dlaczego", 2023